# Felicia dentata
Felicia dentata là một loài thực vật có hoa trong họ Cúc. Loài này được (A.Rich.) Dandy mô tả khoa học đầu tiên năm 1956.